# الأمس كان يوما غريبا
الأمس كان يوما غريبا هو إنتاج مسرحي وثائقي يجمع شهادات شخصية من تفجيرات لندن في 7 يوليو 2005. تم تجميع الإنتاج بعجلة لمهرجان إدنبرة 2005، حيث تم الإشادة به بشدة لحساسيته في التعامل مع الأحداث المأساوية في ذلك اليوم. مركز الفنون بلندن خلال عام 2006 .
في أعقاب تفجيرات  7يوليو / تموز، بدأ المخرجان بن فريدمان وميمي بوسكيت والصحفي رواريد أرو بجمع وتسجيل الخبرات والقصص من المتورطين. تزامنت ردود الفعل الفورية من اليوم مع المقابلات التي أجريت بعد الحدث. يتم إعادة تمثيل هذه المقابلات على خشبة المسرح، كلمة بكلمة، جنبا إلى جنب مع اللقطات المرئية والمسموعة.
تم تمثيل مسرحية الأمس كان يوما غريبا، من قبل أيكوت هيملي وجانيت نيكول نزيكوي وتوبي مانلي وتشاريتي ويكفيلد.
وصفت النتيجة بأنها «شكل حي وصادق ومتحرك بشكل فريد للمسرح الوثائقي». (بحاجة لمصدر) تضمن الإنتاج تأملات من جورج غالاوي وديفيد شايلر، وهو عقيد منشق عن الجيش العراقي، وعلماء مسلمون بارزون وسياسيون.
تميزت المسرحية بمقابلة رواريد أرو مع وزير الخارجية السابق روبين كوك، والتي جذبت انتباه الصحافة الوطنية عندما توفي السياسي بعد أيام من تسجيلها. تم الإبلاغ عنها على نطاق واسع بأنها اخر مقابلة لكوك، وتم نشر مقتطفات منها كجزء من نعيه في صحيفة الجارديان.
يتم تنظيم نسبة صغيرة فقط من المواد المجمعة. من أجل السماح للجمهور بسماع وقراءة جميع المقابلات والتسجيلات، كانت النصوص متاحة للعرض بعد الأداء. كان يوم أمس يوما غريبا هو عمل مرن ومتحرك باستمرار.  هناك فرصة للجماهير للمساهمة في هذا التوثيق في 7 يوليو من خلال تسجيل أفكارهم الخاصة مع المنتجين.   ستغذي هذه المساهمات التطوير المستقبلي للقطعة.
قدمت شركة «انظر إلى اليسار وإلى اليمين» (Look Left Look Right) من عائدات هذا الإنتاج إلى الصندوق الخيري للإغاثة من تفجيرات لندن.